# گورستان روستای گته ده
قبرستان روستای گته ده مربوط به دوران‌های تاریخی پس از اسلام است و در شهرستان طالقان، روستای گته ده واقع شده و این اثر در تاریخ ۱۲ بهمن ۱۳۸۱ با شمارهٔ ثبت ۷۰۵۳ به‌عنوان یکی از آثار ملی ایران به ثبت رسیده است.